# Aruncus dioicus
Aruncus dioicus és una espècie de plantes amb flors dins la família rosàcia. És una planta herbàcia amb fulles alternades compostes pinnades. Les flors són blanques i floreix a l'estiu. Es pot trobar a Europa, Àsia i est i oest d'Amèrica del Nord, també es troba als Països Catalans. A Itàlia es mengen els seus brots joves i al Friül és un ingredient d'una sopa anomenada 'pistic'. Aruncus dioicus varietat camtschaticus mostra una potent citotoxicitat contra les cèl·lules T de Jurkat.